# The Forgiveness of Blood
Pour plus de détails, voir Fiche technique et Distribution.
The Forgiveness of Blood est un film américain réalisé par Joshua Marston, sorti en 2011.

## Fiche technique
- Titre : The Forgiveness of Blood
- Réalisation : Joshua Marston
- Scénario : Joshua Marston et Andamion Murataj
- Musique : Leonardo Heiblum et Jacobo Lieberman
- Photographie : Rob Hardy (en)
- Montage : Malcolm Jamieson
- Production : Paul Mezey
- Société de production : Sundance Selects, Fandango, Artists Public Domain, Cinereach, Lissus Media, Journeyman Pictures, Phoenix Film Investments et Portobello Pictures
- Société de distribution : Sundance Selects (États-Unis)
- Pays de production :  États-Unis,  Albanie,  Danemark,  Italie et  Royaume-Uni
- Genre : Drame
- Durée : 109 minutes
- Date de sortie : 
  - Albanie : 17 septembre 2011

## Distribution
- Tristan Halilaj : Nik
- Refet Abazi : Mark
- Zana Hasaj : Bardha
- Erjon Mani : Tom
- Luan Jaha : Zef
- à‡un Lajçi : Ded
- Veton Osmani : Sokol
- Zefir Bushati : Valmir
- Selman Lokaj : Kreshnik
- Kol Zefi : Shpend
- Sindi Lacej : Rudina
- Ilire Vinca Celaj : Drita
- Esmeralda Gjonlulaj : Bora
- Elsajed Tallalli : Dren

## Accueil
Le film a reçu un accueil favorable de la critique. Il obtient un score moyen de 73 % sur Metacritic.

## Distinctions
Le film a remporté l'Ours d'argent du meilleur scénario à la Berlinale 2011.